# Bojan Bakić
Bojan Bakić (in montenegrino Бојан Бакић; Titograd, 8 gennaio 1983) è un ex cestista e allenatore di pallacanestro montenegrino.

## Palmarès
- YUBA liga: 1

Budućnost: 2000-01
- Campionato montenegrino: 1

Budućnost: 2007-08
- Campionato lettone: 1

VEF Riga: 2010-11
- Coppa di Jugoslavia: 1

Budućnost: 2001
- Lega Adriatica: 1

Hemofarm Vršac: 2004-05